# Abu Ballas
Abu Ballas, ofwel de aardewerkheuvel, is een archeologische vindplaats in de Libische Woestijn van Egypte. Ze ligt ongeveer 200 km ten zuidwesten van de Dakhlaoase en bestaat uit twee geïsoleerde zandsteenkegels in de verder vlakke woestijn. Beide heuvels zijn bedekt met Egyptisch aardewerk. Dit vaatwerk was aan het begin van de 20e eeuw vaak nog goed bewaard gebleven, maar is tegenwoordig door het moderne toerisme grotendeels verwoest. De site werd ontdekt in 1918 en 1923. Aan het begin van de 21e eeuw werd er recenter onderzoek gedaan. 
Het gebied is de naamgever van de geologische Abu Ballas-formatie. 

## Neolithische bewoning
Wetenschappers vermoeden dat het gebied van Abu Ballas bewoond was van ongeveer 6.700 tot ongeveer 4.700 v.Chr. Zij geven verslechterende milieuomstandigheden de schuld van de plotselinge beëindiging van de menselijke bewoning aldaar. 

## Het Abu Ballas-spoor
De aard van deze plaats bleef lange tijd een raadsel. Uit recent onderzoek is gebleken dat de locatie een station was aan een oude woestijnweg, het Abu Ballas-spoor, die de Dakhla-oase verbond met Gilf Kebir en Jebel Oueinat nabij het drielandenpunt van Egypte, Soedan en Libië. Sommige onderzoekers menen dat Abu Ballas een schakel was in een oude Egyptische handelsroute naar Centraal-Afrika of voor het zoeken naar mineralen. De plaats werd gesticht in het late Oude Rijk of de vroege Eerste Tussenperiode, toen sommige autoriteiten besloten om bevoorradingsdepots aan een spoor in de woestijn te vestigen, waarvan Abu Ballas een van de grootste was. Naast aardewerk werden er ook enkele rotstekeningen, stenen werktuigen en zelfs een senetspelbord gevonden, gegraveerd op een steen. Er zijn geen waterbronnen in de buurt. Blijkbaar werd al het water en voedsel door ezels uit de Dakhlaoase hierheen gebracht. Waarschijnlijk verbleven de mensen hier slechts korte tijd. De woestijnweg werd vooral gebruikt aan het einde van het Oude Rijk en in mindere mate in de Tweede Tussenperiode en in het Nieuwe Rijk. 

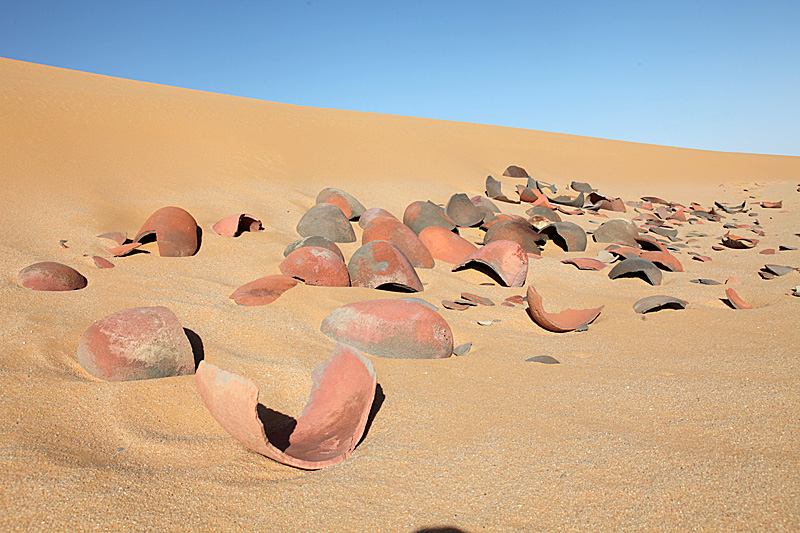
aardewerk in Abu Ballas
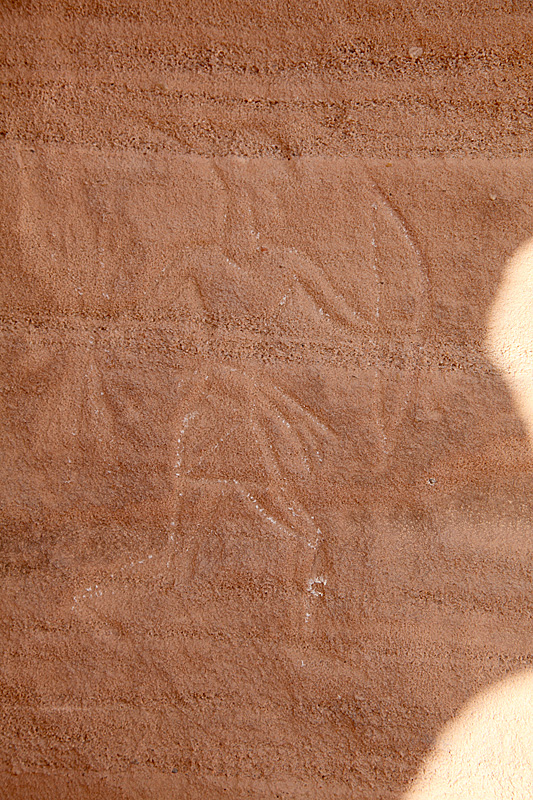
petroglief van een boogschutter
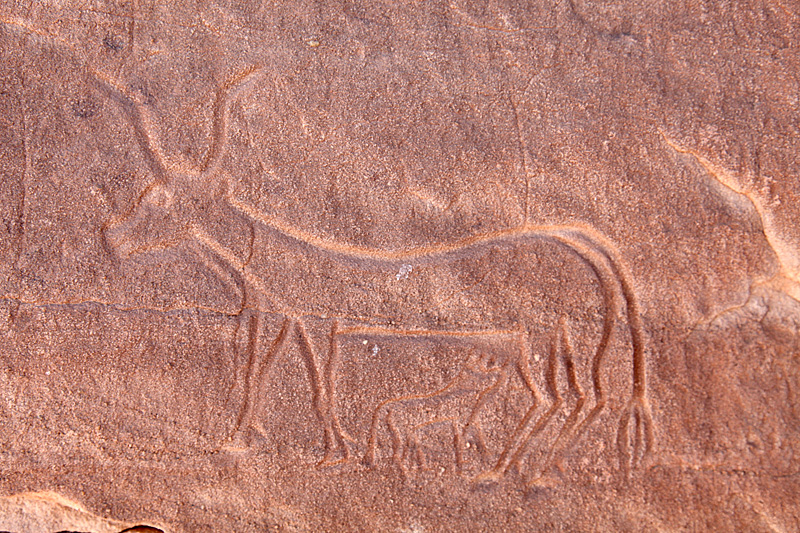
petroglief van een koe die haar kalf zoogt